# Gnutella
Gnutella je decentralizovaná počítačová síť s architekturou peer-to-peer, uvedená do provozu v roce 2000.

## Historie
První klient decentralizované sítě Gnutella byl vytvořen programátory ze společnosti Nullsoft (mj. tvůrce přehrávačů Winamp a MacAmp). Klient Gnutella (označení prvního klienta i samotné sítě) se objevil na webových stránkách Nullsoftu 14. března 2000 a bylo jej možné získat pouze na jeden den. Vznikl totiž ve stejnou dobu jako Napster, který měl problémy se zákonem, protože dovoloval šířit soubory chráněné autorským zákonem. Společnost Nullsoft se od celé věci distancovala a uvedla, že nešlo o oficiální produkt společnosti, nýbrž o soukromou iniciativu dvou jejích programátorů, a že s tím autorsky neměla nic společného. I když byl program po jednom dni odstraněn z webových stránek Nullsoftu, několik lidi udělalo tzv. reverzní engineering (zpětný překlad binárního kódu programu nejčastěji do assembleru) a Gnutella byla opět obnovena. Lidé, kteří reverzní engineering provedli, uvolnili zdrojový kód Gnutelly, a tím vznikli různí klienti založení na protokolu Gnutelly. Jsou to například: Morpheus, LimeWire, Gnucleus, BearShare a další.
Síť funguje na principu decentralizovaného vyhledávání, který je popsán výše ve stejnojmenné kapitole. Gnutella nemá žádný server, ke kterému by se uživatelé připojovali a pokládali mu dotazy. Je tvořena jen uživateli, kterým se v síti Gnutella říká Gnode. Každý Gnode má seznam pouze určitého počtu dalších uzlů, se kterými je přímo spojen.

## Princip
Po zadání dotazu se uzel připojí k ostatním uzlům, které má u sebe registrované a kterým předá tento dotaz. Tyto uzly zkontrolují požadavek, zda nemají hledaný soubor u sebe (zda nemohou odpovědět kladně), ale hlavně předají požadavek dalším uzlům, se kterými jsou přímo spojeni. To má za následek prohledání celé sítě. Samozřejmě zde funguje zmíněné TTL a zabránění zpětným dotazům. Pro přenos souborů Gnutella se používá HTTP protokol; a to hlavně z toho důvodu, že protokol http nemůžeme zakázat. Je totiž jedním z protokolů, který se využívá pro stahování souborů z internetu a proto je na něm závislá celá komunikace při prohlížení webových stránek. Přenos souborů v Gnutelle tak nelze žádným způsobem zakázat. Jelikož Gnutella vznikla hned po Napsteru, a každý z nich je zástupcem jiného systému, tak je namístě malé porovnání mezi oběma sítěmi.

## Vlastnosti
Výhody Gnutelly oproti Napsteru:
- není závislá na centrálním serveru
- podporuje více formátů než Napster (nejen MP3)
- podporuje více operačních systémů

Nevýhody Gnutelly oproti Napsteru:
- při hledání souborů je pomalejší
- nedokáže rozeznat u MP3 bitrate (nelze určit kvalitu nahrávky)

Kromě nevýhod, které byly popsány výše, je další problém v nedostatečné anonymitě. Uživatel, od kterého se stahuje soubor, zná IP adresu toho, kdo stahuje. Jelikož ve většině výměnných sítí bývá porušován autorský zákon, hraje anonymita důležitou roli.